# Asia Avia Airlines
Asia Avia Airlines was een Indonesische luchtvaartmaatschappij met haar thuisbasis in Medan. Vanaf begin 2007 is de Air operator's certificate ingetrokken door de Indonesische overheid.

## Geschiedenis
Asia Avia Airlines is opgericht in 2003.

## Vloot
De vloot van Asia Avia Airlines bestaat uit:(mei 2007)
- 2 Fokker F27-600